# Dan Bittman

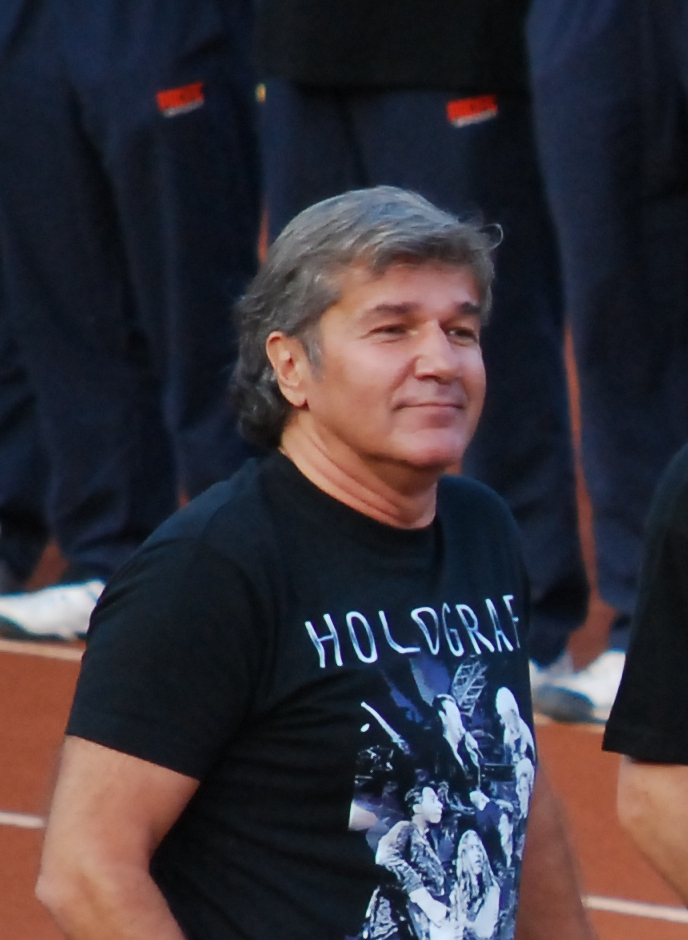
Dan Bittman (2009)

Dan Bittman (* 29. März 1962 in Bukarest) ist ein rumänischer Sänger, Komponist und Schauspieler. 

## Leben und Wirken
Bittman ist seit 1985 Sänger der rumänischen Pop-Rock-Band Holograf. Also Solokünstler vertrat er Rumänien beim Eurovision Song Contest 1994 mit dem Popsong Dincolo de Nori (englische Version When The Love Was In). Er war der erste Vertreter Rumäniens beim Eurovision Song Contest. Bittman erreichte den 21. Platz bei 25 Teilnehmern mit 14 Punkten.
Ab 2001 trat er schauspielerisch in einigen rumänischen Fernseh- und Filmproduktionen (Orient Express) auf. 2012 war in der Jury der Sendung X Factor.
2015 veröffentlichte er das Lied Și îngerii au demonii lor.